# The Roundhouse Tapes
The Roundhouse Tapes es un doble álbum en directo de la banda sueca de Death Metal progresivo Opeth. El CD fue grabado el 9 de noviembre de 2006 y lanzado al público el 5 de noviembre de 2007 en Europa y Australia (20 de noviembre en el resto del mundo). Una versión en DVD del álbum será lanzada a principios de 2008.
El título del álbum es un juego de palabras con el nombre de la primera grabación de Iron Maiden (The Soundhouse Tapes), al igual que el local donde fue grabado, The Roundhouse (Camden Town, Londres).
Según palabras de Mikael Åkerfeldt: "nuestra actuación en Roundhouse será por siempre un hecho memorable para nosotros por muchas razones, pero la más importante, cogió a la banda en la cumbre del tour de Ghost Reveries".

## Lista de canciones

### Disco 1
1. "When" − 10:28
2. "Ghost of Perdition" − 10:57
3. "Under the Weeping Moon" − 10:28
4. "Bleak" − 8:39
5. "Face of Melinda" − 9:58
6. "The Night and the Silent Water" − 10:29

### Disco 2
1. "Windowpane" − 8:01
2. "Blackwater Park" − 18:59
3. "Demon of the Fall" − 8:13

## Personal

### Miembros de la banda
- Mikael Åkerfeldt − guitarra eléctrica, vocalista, mezcla, dirección.
- Peter Lindgren − Guitarra eléctrica
- Martín Méndez − bajo
- Per Wiberg − teclados, vocalista de apoyo
- Martin "Axe" Axenrot – batería

### Producción
- Mezclado por Mikael Åkerfeldt y Jens Bogren

- Datos: Q430141